# Малюк Віктор Іванович
Віктор Іванович Малюк (2 червня 1932, Понінка, Хмельницька область — 13 серпня 2015, Київ) — український біолог. Доктор біологічних наук (1970), професор (1976).

## Життєпис
У 1955 році закінчив Львівський медичний інститут.
У 1963—1971 рр. — працював старшим науковим співробітником Інституту зоології АН Української РСР;
У 1971—1975 рр. — завідувач відділу, заступник директора з наукової роботи Інституту ботаніки АН УРСР;
У 1975—1980 рр. — завідувач відділу, директор Інституту гідробіології АН УРСР;
У 1980—1990 рр. — завідувач відділу Інституту фізіології рослин і генетики АН УРСР;
У 1990—1996 рр. — завідувач лабораторії Наукового центру радіаційної медицини АМНУ в Києві;
У 1996—2002 рр. — професор кафедри біології Національного університету «Києво-Могилянська академія»;
У 2002—2012 рр. — професор кафедри гуманітарних наук Міжнародного християнського університету (Київ).

## Наукові інтереси
Морфологія, гістологія, цитологія серцево-судинні системи, клітинна й радіаційна екологія; З'ясування закономірностей регенерації судин, регуляції клітин. Репродукції, реакцій клітин на радіацію.

## Наукові праці
- Физиологическая регенерация сосудистой стенки. К., 1970;
- Кинетика митоза клеток Haplopappus gracilis (Nutt.) Gray in vitro: возможности и ограничения ее контроля // Клет. цикл растений. К., 1983;
- Свободнорадикальные состояния митохондрий озимой пшеницы // Регуляция физиол. функций растений. К., 1986;
- Кинетика структурной перестройки митохондрий в условиях неблагоприятных изменений среды // Совр. пробл. экол. анатомии растений. Ташкент, 1987;
- Ефект малих доз іонізуючої радіації: коливальні збурення проникності клітинних мембран // 5-й конгрес Світ. федерації укр. лікар. т-в. Дн., 1994;
- Електронномікроскопічні критерії мембранотропної дії малих доз гама-опромінення // Протирадіац. засоби та їх застосування у зв'язку з аварією на ЧАЕС. К., 1995.